# Paul Zindel
Paul Zindel (ur. 15 maja 1936 w Nowym Jorku, zm. 27 marca 2003 tamże) – amerykański dramaturg, scenarzysta i powieściopisarz, autor opowiadań dla młodzieży, laureat Nagrody Pulitzera. 
Zarówno on, jak i jego starsza siostra Betty, nosili imiona po rodzicach, Paulu i Betty Zindelach. Kiedy przyszły pisarz miał dwa lata, ojciec opuścił rodzinę dla kochanki. Matka z trudem utrzymywała dwójkę dzieci, imając się różnych zajęć. Gdy Paul miał piętnaście lat, wykryto u niego gruźlicę. Z powodu tej zakaźnej choroby został hospitalizowany. W czasie półtorarocznego pobytu na leczeniu napisał swoją pierwszą sztukę. Po wyzdrowieniu ukończył szkołę średnią i wyjechał na studia do Wagner College w Staten Island. W 1958 uzyskał bakalaureat z chemii i pedagogiki. W połowie lat sześćdziesiątych napisał sztukę The Effect of Gamma Rays on Man-in-the-Moon Marigolds, która w 1971 przyniosła mu Nagrodę Pulitzera w dziedzinie dramatu. 